# Columbia (Carolina del Sud)
Columbia è una città degli Stati Uniti d'America, capitale e maggiore città dello Stato della Carolina del Sud.
Al censimento del 2020 aveva una popolazione di 136 632 abitanti, il che la rende la seconda città più popolosa dello stato, preceduta da Charleston. Secondo una stima del 2005 dello U.S. Census Bureau, l'area metropolitana di Columbia aveva una popolazione di 689 878 abitanti.

## Geografia
Columbia è il capoluogo della contea di Richland, ma una piccola parte della città si estende anche nella contea di Lexington.

## Etimologia
Il nome della città deriva dal nome poetico del continente americano, il cui primo uso è popolarmente attribuito alla poetessa Phillis Wheatley.

## Cultura

### Università
Columbia è la sede del principale campus della Università della Carolina del Sud. Quest'università è riconosciuta come un'istituzione con "attività molto elevata di ricerca". 

### Musei
- Columbia Museum of Art

## Economia
Columbia ha un'economia diversificata con le maggiori imprese dello stato che sono: il governo dello stato della Carolina del Sud, il sistema ospedaliero Palmetto Health, la Blue Cross Blue Shield of South Carolina, assicurazioni sanitarie, la Palmetto GBA e l'Università della Carolina del Sud. Altre organizzazioni importanti che danno lavoro a Columbia sono la multinazionale Computer Sciences Corporation, Fort Jackson, il maggiore e più attivo centro di addestramento della U.S. Army. La Richland School District One, Humana/TriCare e lo United Parcel Service (UPS), che opera il suo Hub regionale del sud-est al Columbia Metropolitan Airport. Importanti aziende manifatturiere quali Square D, CMC Steel, Spirax Sarco, Michelin, International Paper, Pirelli Cavi, Honeywell, Westinghouse Electric, Harsco Track Tech, Trane, Intertape Polymer Group, Union Switch & Signal, FN Herstal, Solectron e Bose Technology hanno impianti nella zona di Columbia. Nella zona ci sono oltre 70 filiali di aziende estere, quattordici delle quali appartenenti alla lista di Fortune 500.
Molte aziende hanno il loro quartier generale globale, continentale o nazionale a Columbia, comprese la Colonial Life & Accident Insurance Company, la seconda maggior compagnia di assicurazioni supplementari del Paese; la Ritedose Corporation, un'industria farmaceutica; la AgFirst Farm Credit Bank, la maggior banca con quartier generale nello stato con oltre $30 miliardi all'attivo (la banca non-commerciale è parte del Farm Credit System, la più grande organizzazione di prestiti all'agricoltura degli Stati Uniti che fu istituita dal Congresso nel 1916); la South State Bank, la maggior banca commerciale con quartier generale in South Carolina; Nexsen Pruet, LLC, un'azienda legale multi-specializzata nelle Caroline; Spectrum Medical, una società internazionale di software sanitario; Wilbur Smith Associates, un'azienda di consulenza di trasporti e infrastrutture full-service; la Nelson Mullins, una delle prime società nazionali di assistenza legale. CSC's Financial Services Group, uno dei maggiori fornitori di software e di servizi di outsourcing per le imprese di assicurazione, ha il suo quartier generale a Columbia, nella frazione di Blythewood.

## Amministrazione

### Gemellaggi
- Kaiserslautern
- Cluj-Napoca
- Plovdiv
- Čeljabinsk

## Sport
| Club                            | Sport              | Fondata | Lega       | Luogo                  | Capacità |
| ------------------------------- | ------------------ | ------- | ---------- | ---------------------- | -------- |
| SC Gamecocks football           | Football americano | 1892    | SEC        | Williams-Brice Stadium | 80,250   |
| SC Gamecocks women's basketball | Pallacanestro      | 1974    | SEC        | Colonial Life Arena    | 18,000   |
| SC Gamecocks men's basketball   | Pallacanestro      | 1908    | SEC        | Colonial Life Arena    | 18,000   |
| Columbia Fireflies              | Baseball           | 2016    | Low-A East | Segra Park             | 9,077    |
| SC United Bantams               | Calcio             | 2011    | PDL        | Stone Stadium          |          |
| Columbia Olde Grey              | Rugby a 15         | 1967    | USA Rugby  | Patton Stadium         |          |

Gli sport più popolari in Columbia sono quelli del programma sportivo dell'Università della Carolina del Sud. Columbia offre anche sport della lega minore semi-professionista, sport dilettantistici. Nell'aprile 2017 la squadra di basket femminile Gamecocks ha vinto il campionato nazionale NCAA, sconfiggendo lo Stato del Mississippi per 67–55.